# Mes emmerdes
Mes emmerdes est une chanson française écrite, composée et interprétée par Charles Aznavour en 1976.
Charles Aznavour écrit cette chanson alors qu'il a des démêlés avec le fisc.
Elle donne son titre et sert de musique de générique à la série télévisée Mes amis, mes amours, mes emmerdes.... On peut également l'entendre dans le film Julie et Julia.